# Gobierno Gentiloni
El Gobierno Gentiloni, liderado por Paolo Gentiloni, fue el 64° gabinete de la República Italiana, desde el 12 de diciembre de 2016 al 1 de junio de 2018. El gobierno estaba encabezado por Paolo Gentiloni, ex ministro de Asuntos Exteriores del Gobierno Renzi.
El gobierno se formó luego de la renuncia de Matteo Renzi como primer ministro, debido al resultado del referéndum constitucional de 2016. El nuevo gobierno conservó a la mayoría de los ministros del antiguo gobierno Renzi. Fue dirigido por el centroizquierdista Partido Democrático (PD), y originalmente incluía a la Nueva Centroderecha (NCD) y a Centristas por Europa (CpE) como socios menores. También incluyó a algunos independientes no partidarios. El NCD se transformó más tarde en Alternativa Popular (AP).

## Historia

### Contexto y formación
El 7 de diciembre de 2016, el Primer Ministro Matteo Renzi anunció su renuncia, luego del rechazo de sus propuestas para reformar el Senado en el referéndum constitucional de 2016. Unos días más tarde, el 11 de diciembre de 2016, el presidente Sergio Mattarella pidió a Paolo Gentiloni, entonces Ministro de Relaciones Exteriores, que formara un nuevo gobierno. Al día siguiente Gentiloni juró oficialmente como el nuevo jefe del gobierno.
Gentiloni formó un gobierno de coalición apoyado por su propio Partido Democrático, la Nueva Centroderecha y los Centristas por Italia. Esta fue la misma mayoría que apoyó al gobierno de Renzi durante casi tres años. La centrista Alianza Liberal Popular, dirigida por Denis Verdini, no apoyó al nuevo gabinete, porque ningún miembro del partido fue nombrado ministro. También se nombraron viceministros del Partido Socialista Italiano y de la Democracia Solidaria. Después de la división del Movimiento Demócrata y Progresista del Partido Democrático, ese partido fue presentado por un viceministro en el gobierno hasta el 3 de octubre de 2017.

### Votos de investidura
| 13–14 de diciembre de 2016 Votos de investidura para el Gobierno Gentiloni | 13–14 de diciembre de 2016 Votos de investidura para el Gobierno Gentiloni | 13–14 de diciembre de 2016 Votos de investidura para el Gobierno Gentiloni | 13–14 de diciembre de 2016 Votos de investidura para el Gobierno Gentiloni |
| Parlamento                                                                 | Voto                                                                       | Partidos                                                                   | Votos                                                                      |
| -------------------------------------------------------------------------- | -------------------------------------------------------------------------- | -------------------------------------------------------------------------- | -------------------------------------------------------------------------- |
| Senado de la República (Votaron: 268 de 320, Mayoría: 135)                 | Sí                                                                         | PD (111), AP-NCD (28), PSI-SVP-MAIE (16), GAL-UDC (3), Otros (11)          | 169/268                                                                    |
| Senado de la República (Votaron: 268 de 320, Mayoría: 135)                 | No                                                                         | FI (38), M5S (31), CR (9), GAL-UDC (7), ALA (1), MAIE (1), Otros (12)      | 99/268                                                                     |
| Senado de la República (Votaron: 268 de 320, Mayoría: 135)                 | Abstención                                                                 | Ninguna                                                                    | 0/268                                                                      |
| Cámara de Diputados (Votaron: 473 de 629, Majority: 237)                   | Sí                                                                         | PD (296), AP-NCD (25), CeI (12), Demo.S-CD (12), Otros (23)                | 368/473                                                                    |
| Cámara de Diputados (Votaron: 473 de 629, Majority: 237)                   | No                                                                         | FI (43), SI (28), FdI (8), CeI (1), Otros (25)                             | 105/473                                                                    |
| Cámara de Diputados (Votaron: 473 de 629, Majority: 237)                   | Abstención                                                                 | Ninguna                                                                    | 0/473                                                                      |

1. ↑  Ausentes (44): ALA (17), Lega (9), M5S (4), GAL–UDC (4), FI (3), AP–CpE–NCD (1), CR (1), Otros (5)
En baja institucional (7): Lega (3), Aut (2), FI (1), PD (1)
Presidente (1)
2. ↑  Ausentes (142): M5S (86), Lega (17), NcI–SC–MAIE (13), FI (6), CeI (4), PD (3), FdI (2), SI–SEL–P (2), AP–CpE–NCD (1), Demo.S–CD (1), Others (7)
En baja institucional (14): M5S (5), NcI–SC–MAIE (3), Lega (2), PD (2), FI(1), Others (1)

## Análisis partidario

### Principio del mandato

#### Ministros
| - Partido Democrático   | 13 |
| - Nueva Centroderecha   | 3  |
| - Centristas por Europa | 1  |
| - Independientes        | 2  |

#### Ministros y otros miembros
- Partido Democrático (PD): 13 ministros (incluido Gentiloni), 3 viceministros, 16 subsecretarios
- Nueva Centroderecha (NCD): 3 ministros, 1 viceministro, 10 subsecretarios
- Centristas por Europa (CpE): 1 ministro
- Democracia Solidaria (Demo.S): 2 viceministros
- Partido Socialista Italiano (PSI): 1 viceministro
- Centro Democrático (CD): 1 subsecretario
- Cívicos e Innovadores (CI): 1 subsecretario
- Independientes: 2 ministros, 4 subsecretarios

### Final del mandato

#### Ministros
| - Partido Democrático   | 14 |
| - Alternativa Popular   | 2  |
| - Centristas por Europa | 1  |

#### Ministros y otros miembros
- Partido Democrático (PD): 14 ministros (incluido Gentiloni), 2 viceministros, 16 subsecretarios
- Alternativa Popular (AP): 2 ministros, 1 viceministro, 8 subsecretarios
- Centristas por Europa (CpE): 1 ministro
- Democracia Solidaria (Demo.S): 2 viceministros
- Partido Socialista Italiano (PSI): 1 viceministro
- Centro Democrático (CD): 1 subsecretario
- Cívicos e Innovadores (CI): 1 subsecretario
- Independientes: 3 subsecretarios

## Análisis geográfico

### Principio del mandato
- Norte de Italia: 9 ministros
  - Emilia-Romaña: 4 ministros
  - Lombardía: 2 ministros
  - Liguria: 2 ministros
  - Piamonte: 1 ministro
- Italia central: 7 ministros (incluido Gentiloni)
  - Lacio: 6 ministros
  - Toscana: 1 ministro
- Sur e Italia insular: 3 ministros
  - Sicilia: 2 ministros
  - Calabria: 1 ministro

### Final del mandato
- Norte de Italia: 7 ministros
  - Emilia-Romaña: 4 ministros
  - Liguria: 2 ministros
  - Lombardía: 1 ministro
- Italia central: 7 ministros (incluido Gentiloni)
  - Lacio: 6 ministros
  - Toscana: 1 ministro
- Sur e Italia insular: 3 ministros
  - Sicilia: 2 ministros
  - Calabria: 1 ministro

## Consejo de Ministros
| Cargo                                                        | Nombre                     | Partido | Partido   | Período   |
| ------------------------------------------------------------ | -------------------------- | ------- | --------- | --------- |
| Presidente del Consejo de Ministros                          | Paolo Gentiloni            |         | PD        | 2016–2018 |
|                                                              |                            |         |           |           |
| Ministro de Asuntos Exteriores                               | Angelino Alfano            |         | NCD / AP  | 2016–2018 |
| Ministro del Interior                                        | Marco Minniti              |         | PD        | 2016–2018 |
| Ministro de Justicia                                         | Andrea Orlando             |         | PD        | 2016–2018 |
| Ministra de Defensa                                          | Roberta Pinotti            |         | PD        | 2016–2018 |
| Ministro de Economía y Finanzas                              | Pier Carlo Padoan          |         | Ind. / PD | 2016–2018 |
| Ministro de Desarrollo Económico                             | Carlo Calenda              |         | Ind. / PD | 2016–2018 |
| Ministro de Agricultura, Alimentación y Políticas Forestales | Maurizio Martina           |         | PD        | 2016–2018 |
| Ministro de Agricultura, Alimentación y Políticas Forestales | Paolo Gentiloni (interino) |         | PD        | 2018      |
| Ministro del Ambiente                                        | Gian Luca Galletti         |         | CpE       | 2016–2018 |
| Ministro de Infraestructura y Transporte                     | Graziano Delrio            |         | PD        | 2016–2018 |
| Ministro de Trabajo y Políticas Sociales                     | Giuliano Poletti           |         | PD        | 2016–2018 |
| Ministra de Educación, Universidad e Investigación           | Valeria Fedeli             |         | PD        | 2016–2018 |
| Ministro de Cultura y Turismo                                | Dario Franceschini         |         | PD        | 2016–2018 |
| Ministra de Salud                                            | Beatrice Lorenzin          |         | NCD / AP  | 2016–2018 |
|                                                              |                            |         |           |           |
| Ministra para las Relaciones Parlamentarias                  | Anna Finocchiaro           |         | PD        | 2016–2018 |
| Ministra de Administración Pública                           | Marianna Madia             |         | PD        | 2016–2018 |
| Ministro de Asuntos Regionales                               | Enrico Costa               |         | NCD / AP  | 2016–2018 |
| Ministro de Cohesión Territorial y del Sur de Italia         | Claudio De Vincenti        |         | PD        | 2016–2018 |
| Ministro de Deportes                                         | Luca Lotti                 |         | PD        | 2016–2018 |
|                                                              |                            |         |           |           |
| Secretaria del Consejo de Ministros                          | Maria Elena Boschi         |         | PD        | 2016–2018 |

## Composición del Gobierno
| Retrato | Cargo                                                              | Nombre                     | Período                                       | Partido | Partido                                                                | Viceministros Subsecretarios |
| ------- | ------------------------------------------------------------------ | -------------------------- | --------------------------------------------- | ------- | ---------------------------------------------------------------------- | --- |
|         | Presidente del Consejo de Ministros                                | Paolo Gentiloni            | 12 de diciembre de 2016 – 1 de junio de 2018  |         | Partido Democrático                                                    | Subsecretarios: Maria Elena Boschi (PD) Sandro Gozi (PD) Sesa Amici (PD) Luciano Pizzetti (PD) Angelo Rughetti (PD) Gianclaudio Bressa (PD) (desde el 26 de julio de 2017) Paola De Micheli (PD) (desde el 23 de sep. de 2017) |
|         |                                                                    |                            |                                               |         |                                                                        | |
|         | Ministro de Asuntos Exteriores                                     | Angelino Alfano            | 12 de diciembre de 2016 – 1 de junio de 2018  |         | Alternativa Popular Antes del 18 de marzo de 2017: Nueva Centroderecha | Viceministros: Mario Giro (DemoS) Subsecretarios: Vincenzo Amendola (PD) Benedetto Della Vedova (FE) |
|         | Ministro del Interior                                              | Marco Minniti              | 12 de diciembre de 2016 – 1 de junio de 2018  |         | Partido Democrático                                                    | Viceministros: Filippo Bubbico (MDP) (hasta el 9 de nov. de 2017) Undersecretaries: Gianpiero Bocci (PD) Domenico Manzione (Ind.)                                                                                              |
|         | Ministro de Justicia                                               | Andrea Orlando             | 12 de diciembre de 2016 – 1 de junio de 2018  |         | Partido Democrático                                                    | Subsecretarios: Federica Chiavaroli (AP) Cosimo Ferri (PD) Gennaro Migliore (PD) |
|         | Ministra de Defensa                                                | Roberta Pinotti            | 12 de diciembre de 2016 – 1 de junio de 2018  |         | Partido Democrático                                                    | Subsecretarios: Gioacchino Alfano (AP) Domenico Rossi (CD) |
|         | Ministro de Economía y Finanzas                                    | Pier Carlo Padoan          | 12 de diciembre de 2016 – 1 de junio de 2018  |         | Partido Democrático Antes de enero de 2018: Independiente              | Viceministros: Luigi Casero (AP) Enrico Morando (PD) Subsecretarios: Pier Paolo Baretta (PD) Paola De Micheli (PD) (hasta el 23 de sep. de 2017)                                                                               |
|         | Ministro de Desarrollo Económico                                   | Carlo Calenda              | 12 de diciembre de 2016 – 1 de junio de 2018  |         | Partido Democrático Hasta marzo de 2018: Independiente                 | Viceministros: Teresa Bellanova (PD) Subsecretarios: Antonio Gentile (AP) Antonello Giacomelli (PD) Ivan Scalfarotto (PD) |
|         | Ministro de Agricultura, Alimentación y Políticas Forestales       | Maurizio Martina           | 12 de diciembre de 2016 – 13 de marzo de 2018 |         | Partido Democrático                                                    | Viceministros: Andrea Olivero (DemoS) Subsecretarios: Giuseppe Castiglione (AP) |
|         | Ministro de Agricultura, Alimentación y Políticas Forestales       | Paolo Gentiloni (interino) | 13 de marzo de 2018 – 1 de junio de 2018      |         | Partido Democrático                                                    | Viceministros: Andrea Olivero (DemoS) Subsecretarios: Giuseppe Castiglione (AP) |
|         | Ministro del Ambiente                                              | Gian Luca Galletti         | 12 de diciembre de 2016 – 1 de junio de 2018  |         | Centristas por Europa                                                  | Subsecretarias: Barbara Degani (AP) Silvia Velo (PD) |
|         | Ministro de Infraestructura y Transporte                           | Graziano Delrio            | 12 de diciembre de 2016 – 1 de junio de 2018  |         | Partido Democrático                                                    | Viceministros: Riccardo Nencini (PSI) Subsecretarios: Umberto Del Basso De Caro (PD) Simona Vicari (AP) (hasta el 25 de mayo de 2017)                                                                                          |
|         | Ministro de Trabajo y Políticas Sociales                           | Giuliano Poletti           | 12 de diciembre de 2016 – 1 de junio de 2018  |         | Partido Democrático                                                    | Subsecretarios: Franca Biondelli (PD) Luigi Bobba (PD) Massimo Cassano (AP) (hasta el 25 de julio de 2017) |
|         | Ministra de Educación, Universidad e Investigación                 | Valeria Fedeli             | 12 de diciembre de 2016 – 1 de junio de 2018  |         | Partido Democrático                                                    | Subsecretarios: Vito De Filippo (PD) Gabriele Toccafondi (AP) Angela D'Onghia (Ind.) (hasta el 4 de dic. de 2017) |
|         | Ministro de Cultura y Turismo                                      | Dario Franceschini         | 12 de diciembre de 2016 – 1 de junio de 2018  |         | Partido Democrático                                                    | Subsecretarios: Dorina Bianchi (AP) Ilaria Borletti Buitoni (PD) Antimo Cesaro (CI) |
|         | Ministra de Salud                                                  | Beatrice Lorenzin          | 12 de diciembre de 2016 – 1 de junio de 2018  |         | Alternativa Popular Antes del 18 de marzo de 2017: Nueva Centroderecha | Subsecretarios: Davide Faraone (PD) |
|         |                                                                    |                            |                                               |         |                                                                        | |
|         | Ministra para las Relaciones Parlamentarias (sin cartera)          | Anna Finocchiaro           | 12 de diciembre de 2016 – 1 de junio de 2018  |         | Partido Democrático                                                    | |
|         | Ministra de Administración Pública (sin cartera)                   | Marianna Madia             | 12 de diciembre de 2016 – 1 de junio de 2018  |         | Partido Democrático                                                    | |
|         | Ministro de Asuntos Regionales (sin cartera)                       | Enrico Costa               | 12 de diciembre de 2016 – 19 de julio de 2017 |         | Alternativa Popular Antes del 18 de marzo de 2017: Nueva Centroderecha | Subsecretarios: Gianclaudio Bressa (PD) (hasta el 26 de julio de 2017) |
|         | Ministro de Cohesión Territorial y del Sur de Italia (sin cartera) | Claudio De Vincenti        | 12 de diciembre de 2016 – 1 de junio de 2018  |         | Partido Democrático                                                    | |
|         | Ministro de Deportes (sin cartera)                                 | Luca Lotti                 | 12 de diciembre de 2016 – 1 de junio de 2018  |         | Partido Democrático                                                    | |
|         |                                                                    |                            |                                               |         |                                                                        | |
|         | Secretaria del Consejo de Ministros                                | Maria Elena Boschi         | 12 de diciembre de 2016 – 1 de junio de 2018  |         | Partido Democrático                                                    | |

1. ↑  Antes del 25 de febrero de 2017: PD
2. 1 2 3 4 5 6 7 8 9 10  Antes del 18 de marzo de 2017: NCD